# پاسیار
پاسیار پایوَر (نیروی کادرِ) شهربانی که هم‌رده با سرهنگ در ارتش است.
واژهٔ "پاسیار" از مصوبات فرهنگستان ایران در سال ۱۳۱۸خ است.

## منبع
فرهنگستان ایران، واژه‌های نو که تا پایان سال ۱۳۱۸ در فرهنگستان ایران پذیرفته شده‌است (۶)، از انتشارات دبیرخانهٔ فرهنگستان، چاپ دوم، چاپخانهٔ آفتاب، تهران مهرماه ۱۳۱۹خ.